# Ceratomia sonorensis

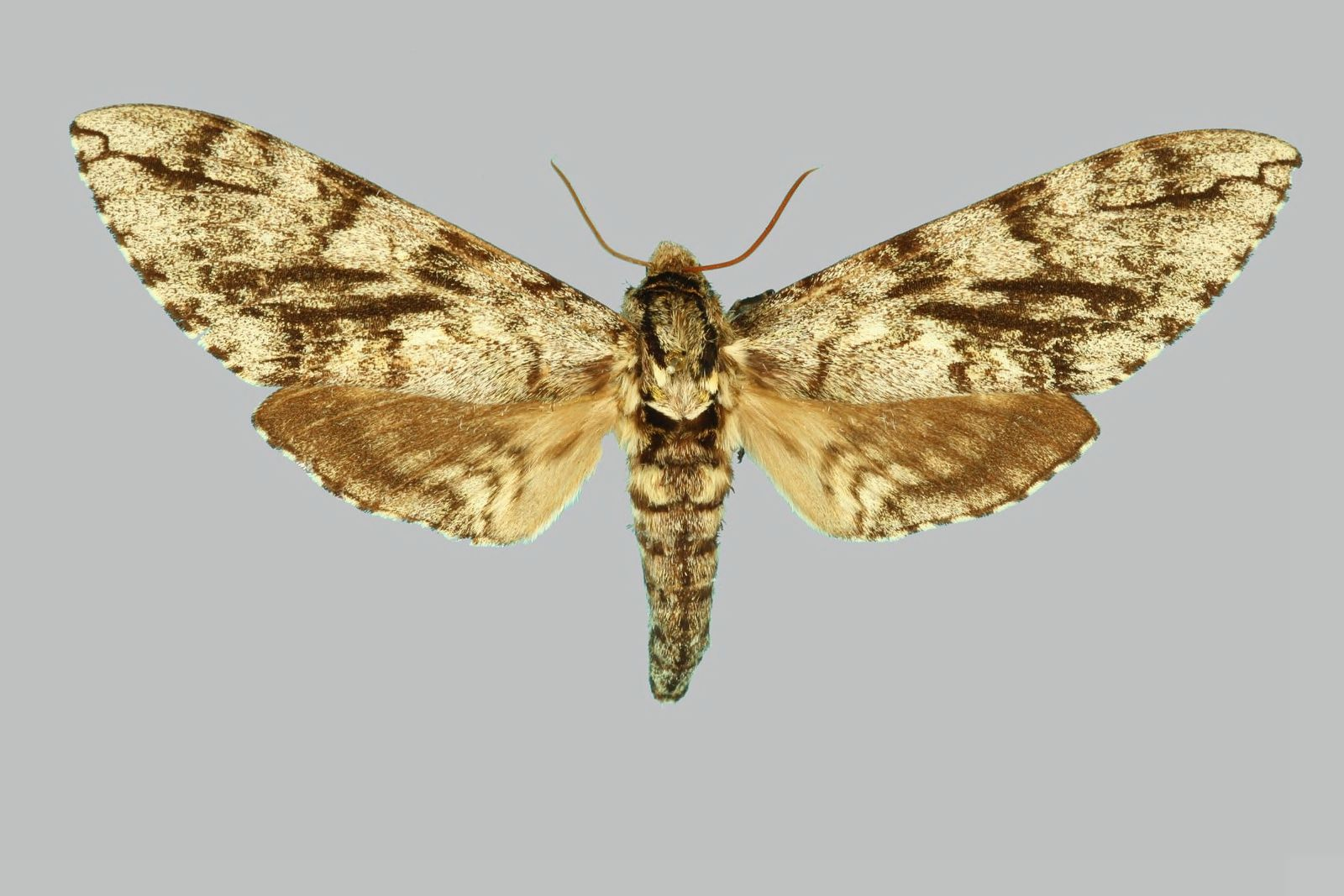
Ceratomia sonorensis, Weibchen

Ceratomia sonorensis ist ein Schmetterling (Nachtfalter) aus der Familie der Schwärmer (Sphingidae). Das relativ kleine Verbreitungsgebiet der Art ist auf Bergregionen im Südosten des US-Bundesstaates Arizona und im angrenzenden Mexiko beschränkt.

## Merkmale
Die Falter haben eine Vorderflügellänge von 41 bis 46 Millimetern. Die Oberseite der Vorderflügel ist dunkelgrau mit schwarzen Streifen und Flecken und weißlichen Flecken. Der Saum ist schwarz und weiß gescheckt. Die Hinterflügel sind auf der Oberseite dunkelbraun und basal blass-grau. Sie tragen außerdem zwei schwarze, schräge Linien. Die Art ist innerhalb der Gattung Ceratomia Ceratomia undulosa am ähnlichsten. Sie hat aber eher eine gräuliche Farbe, während Ceratomia undulosa einen Grünanteil in der Grundfarbe besitzt. Außerdem hat diese Art ein ziemlich deutlich gezeichnetes Medianband auf den Vorderflügeln, das Ceratomia sonorensis fehlt. Die beiden Arten treten jedoch nicht im gleichen Verbreitungsgebiet auf. Deswegen kann Ceratomia sonorensis am ehesten mit Manduca florestan verwechselt werden, die jedoch deutlich größer und kräftiger gebaut ist. Außerdem hat diese Art eine weiße Submarginallinie auf den Vorderflügeln, die Ceratomia sonorensis wiederum fehlt. Sie besitzt jedoch einen kräftigen schwarzen Kragen am Thorax, der sich an der Vorderflügelbasis fortsetzt. Die Art ist in der Musterung der Vorderflügel wenig variabel, der weiße Diskalfleck kann stark reduziert sein, oder auch fehlen.
Die Raupen sind ziemlich schlank. Sie haben sieben Paare weißer, schräger Seitenstreifen und ein langes, leicht gekörntes Analhorn. Ihre Grundfarbe variiert von hell blaugrün bis dunkelbraun. Die Tiere der blaugrünen Farbvariante sind einfarbig, die übrigen sind am Rücken eher dunkler als der Bereich unterhalb der Stigmen.
Die Puppe ist dunkel rotbraun bis tief braun bzw. nahezu schwarz gefärbt. Sie hat eine leicht raue Oberfläche. Die kurze Rüsselscheide ist verwachsen. Auf dem zweiten bis fünften Hinterleibssegment sind breite Rillen der Stigmen erkennbar. Der breite, ziemlich gekörnte Kremaster hat eine Doppelspitze.

## Vorkommen
Die Art ist nur in den Bergregionen im Südosten des US-Bundesstaates Arizona sowie im angrenzenden Mexiko verbreitet. Man findet sie in Arizona im Bereich des Pena Blanca und Sycamore Canyon in den Atascosa Mountains, im Madera Canyon und Box Canyon in den Santa Rita Mountains, um Patagonia in den Patagonia Mountains und um Cave Creek in den Chiricahua Mountains. In diesen Gebieten werden Flussufer besiedelt. In Mexiko wurde die Art in den Madrean Pine-Oak Woodlands in Sonora nachgewiesen.

## Lebensweise
Über die Lebensweise der Falter ist praktisch nichts bekannt. Man weiß nicht, ob sie Nahrung aufnehmen können. Sie kommen am frühen Morgen ans Licht. Die Falter fliegen während der Regenfälle von Mitte Juli bis Anfang August in einer Generation. Die Raupen ernähren sich von Arizona-Esche (Fraxinus velutina).

## Entwicklung
Die Weibchen legen ihre Eier einzeln an den Raupennahrungspflanzen ab. Die Raupen leben als Einzelgänger. Sie können in manchen Jahren recht häufig sein, in anderen jedoch wiederum selten. Auch über die Lebensweise der Raupen ist im Freiland ansonsten nichts bekannt.

## Belege